# 河南街道 (磐石市)
河南街道，是中华人民共和国吉林省吉林市磐石市下辖的一个乡镇级行政单位。

## 行政区划
河南街道下辖以下地区：
东盛社区、梅河社区、前安社区和东兴社区。